# Rinorea zygomorpha
Rinorea zygomorpha är en violväxtart som beskrevs av H.E.Ballard och Wahlert. Rinorea zygomorpha ingår i släktet Rinorea och familjen violväxter. Inga underarter finns listade i Catalogue of Life.